# 阿比蓋爾·邁克

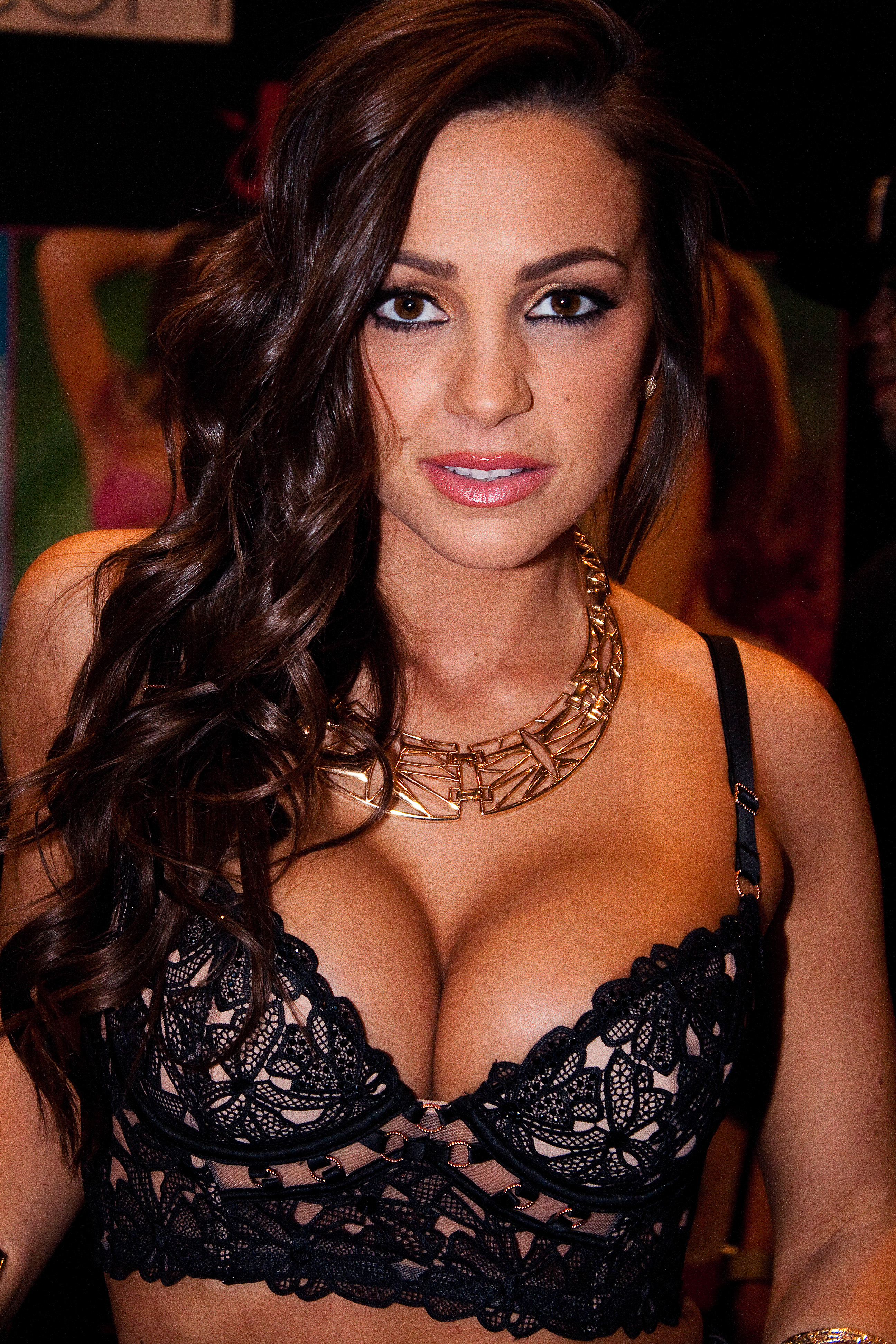
2016年，邁克出席於AVN成人娛樂博覽會會場

阿比蓋爾·邁克（英語：Abigail Mac，1988年6月2日—）是一名美國女色情演員。
她出生於马里兰州巴爾的摩，擁有義大利和德國的血統。第一份工作是管理一家餐館。她於2012年起開始進入成人業，當時年僅24歲；以女同性戀主題的影片而聞名。
2016年，邁克與羅米·雷恩、妮琪·班茲、莫妮克·亞歷山大和安娜·福克斯共同主演了《Ghostbusters XXX Parody》，該片是由Brazzers製作，主要是2016年電影《魔鬼剋星》的色情版本。
2019年，邁克贏得了XBIZ獎年度女演員。

## 外部連結
- 官方网站
- 阿比蓋爾·邁克的Instagram帳戶
- 阿比蓋爾·邁克的X（前Twitter）
- 阿比蓋爾·邁克在互联网电影资料库（IMDb）上的資料（英文）
- 阿比蓋爾·邁克在網際網路成人電影資料庫
- 成人電影資料庫上阿比蓋爾·邁克的资料（英文）